# Вечерняя Одесса
«Вечерняя Одесса» (укр. Вечірня Одеса) — російськомовна Одеська газета, створена Борисом Деревянком. Заснована 1 липня 1973 року. Виходить тричі на тиждень по вівторках, четвергах і суботах. Реєстраційне свідоцтво ОД № 112 від 26 березня 1997 року.